# М'ялово
М'ялово (рос. Мялово) — присілок в Опочецькому районі Псковської області Російської Федерації.
Населення становить 29 осіб. Входить до складу муніципального утворення Пригородна волость.

## Історія
Від 2015 року входить до складу муніципального утворення Пригородна волость.

## Населення
| 2001 | 2002 | 2010 | 2013 | 2014 | 2015 | 2016 |
| ---- | ---- | ---- | ---- | ---- | ---- | ---- |
| 8    | →8   | ↘7   | ↗10  | ↗11  | ↗23  | ↗29  |